# Bungefyr
Bungefyr (Pinus bungeana), også skrevet Bunge-Fyr, er en et mellemstort, stedsegrønt nåletræ med en ægformet, senere dog mere løs og uregelmæssig vækst. Træet dyrkes som prydplante på grund af den påfaldende, brogede bark.

## Kendetegn
Bungefyr er et mellemstort, stedsegrønt nåletræ. I ungdommen er væksten tæt med en ægformet krone, men senere bliver grenbygningen uregelmæssig, sådan at kronen er løs og åben. Hovedgrenene er først opstigende, men senere bugtede med et uregelmæssigt forløb. Barken er først grågrøn til olivenbrun, men senere bliver den afskallende i flager, derefterlader felter i hvidt, gult, lysegrønt, rødbrunt og næsten rødt. Knopperne sidder forskudt ca. ½ cm over nålene, og de er ægformede og spidse med bagudbøjede skæl. Nålene sidder 3 i bundtet og med stor afstand fra bundt til bundt. De er gulgrønne på begge sider og let affladede. Blomstringen foregår om foråret, hvor man finder de hanlige blomster siddende tæt sammen yderst på skuddet. De er små og lysegule. De hunlige blomster sidder længere inde ad skuddet, hvor de efterhånden bliver til kogler. Disse er ægformede på en kort stilk. De er først lysegrønne, så gulbrune og til sidst mørkebrune og har tornede skæl.
Rodsystemet består af højtliggende hovedrødder med tykke, trævlede siderødder.
I sit hjemland bliver denne art omkring 25 m høj med en kronediameter på ca. 15 m. Den ses sjældent her i landet, men i England når den en højde på 13 m og en kronediameter på 10 m.

## Hjemsted
Bungefyr har sit hjemsted i det nordlige Kina (Gansu, Henan, Hubei, hunan, Shaanxi, Shandong, Shanxi og Sichuan). Arten findes i varmt tempererede skove på kalkbund. 
I Tianshui lavlandet på nordsiden af Qinlingbjergene i Sichuan findes tempererede løvskove, domineret af eg. Her vokser arten sammen med bl.a. armanfyr, gran-slægten (flere arter), manchurisk birk, Populus davidiana (en art af poppel), Quercus liaotungensis og Quercus variabilis (arter af eg), rødbirk, savbladet eg og flere arter af ædelgran

## Galleri
|  |  |  |  |

## Note
1. ↑  Nan Sun, Xiaoqiang Li, John Dodson, Xinying Zhou, Keliang Zhao og Qing Yang: Plant diversity of the Tianshui Basin in the western Loess Plateau during the mid-Holocene Arkiveret 26. juni 2015 hos  Wayback Machine – kortfattet oversigt over vegetationer efter sidste istid (engelsk)